# Corydalis transalaica
Corydalis transalaica är en vallmoväxtart som beskrevs av Mikhail Grigoríevič Popov. Corydalis transalaica ingår i släktet nunneörter, och familjen vallmoväxter. Inga underarter finns listade i Catalogue of Life.